# Satyrium confusum
Satyrium confusum är en orkidéart som beskrevs av Victor Samuel Summerhayes. Satyrium confusum ingår i släktet Satyrium och familjen orkidéer. Inga underarter finns listade i Catalogue of Life.